# Tochtamysz
Tochtamysz (ur. ?, zm. 1406) – chan Złotej Ordy w latach 1380–1395. 

## Życiorys
Od 1377 chan Białej Ordy, w 1380 obalił Mamaja (dzięki pomocy Timura) i objął zwierzchnictwo nad Złotą Ordą. 
26 sierpnia 1382 zdobył i spalił po trzydniowym oblężeniu Moskwę. Spalił też w tej samej wyprawie Włodzimierz, Perejasław Zaleski, Możajsk, Dmitrów, Borowsk, Zwienigorod, Juriew i Kołomnę. Tym samym, zmusił książąt ruskich do uznania zwierzchnictwa Złotej Ordy i płacenia daniny.
W 1385 postanowił odzyskać Azerbejdżan, który należał do Złotej Ordy za chana Dżanibeka w latach 1342–1357. W 1386 zdobył i zniszczył miasto Tebriz, jednak w 1387 został rozbity przez Timura w Dagestanie. Podjął kolejną wyprawę i znów został rozbity przez Timura w 1391 w bitwie nad Wołgą koło Kundurczy.
W starciu z Timurem w 1395 poniósł kolejną klęskę i musiał zbiec na Litwę. Nowym władcą został mianowany przez Timura Temür Kutług. W 1399 przy pomocy wielkiego księcia Witolda i Krzyżaków Tochtamysz usiłował odzyskać władzę nad Złotą Ordą, poniósł jednak klęskę w bitwie nad Worsklą, po której nie odzyskał znaczenia, zginął na Syberii z ręki chana Szadi Bega.
Elitom Tochtamysza, które – w związku z klęską władcy – zmuszone zostały do ucieczki, książę Witold nadał ziemie; od nich wywodzą się Lipkowie (Tatarzy litewscy).